# Осада Мітіясу
Мітіясу Осада (яп. 長田 道泰, нар. 5 березня 1978, Префектура Сайтама) — японський футболіст, що грав на позиції півзахисника.
Виступав, зокрема, за клуби «Верді Кавасакі» та «Віссел» (Кобе), а також молодіжну збірну Японії.

## Клубна кар'єра
У дорослому футболі дебютував 1996 року виступами за команду клубу «Верді Кавасакі», в якій провів два сезони, взявши участь у 10 матчах чемпіонату. 
Своєю грою за цю команду привернув увагу представників тренерського штабу клубу «Віссел» (Кобе), до складу якого приєднався 1999 року. Відіграв за команду з Кобе наступний сезон своєї ігрової кар'єри. Більшість часу, проведеного у складі «Віссела», був основним гравцем команди.
Протягом 2001 року захищав кольори команди клубу «Кіото Санга».
Завершив професійну ігрову кар'єру у клубі «Токіо Верді», за команду якого виступав протягом 2002 року.

## Виступи за збірну
1997 року залучався до складу молодіжної збірної Японії. У її складі був учасником молодіжного чемпіонату світу 1997 року.